# Мечковиця
Ме́чковиця (болг. Мечковица) — село в Габровській області Болгарії. Входить до складу общини Габрово.

## Населення
За даними перепису населення 2011 року у селі проживали 16 осіб, з них 15 осіб (93,8%) — болгари.
Розподіл населення за віком у 2011 році:
Динаміка населення: